# 中心性漿液性脈絡網膜症
中心性漿液性脈絡網膜症（ちゅうしんせいしょうえきせいみゃくらくもうまくしょう、英: central serous chorioretinopathy）とは、眼科疾患の1つで、網膜の黄斑部において限局性滲出性網膜剥離を起こす疾患である。

## 患者像
中心性漿液性脈絡網膜症は、30歳前後の男性の片眼に好発する。臨床症状として比較中心暗点、変視症、小視症などを認める。原因は不明であるが、ストレスが発症の修飾因子となっている。この他に、経口、経皮、経呼吸器など、何らかの経路で投与されたステロイド性抗炎症薬の副作用として発症する場合もある。また、女性では妊娠時に発症する場合があることも知られている。

## 治療・予後
中心性漿液性脈絡網膜症は、3～6ヵ月で自然治癒することが多い。漏出点を光凝固すると治癒期間は短縮する。ただし、視力低下を認めるため黄斑部には光凝固を行わず、循環改善薬を用いる。ステロイド性抗炎症薬は無効である。寝不足により後遺症が悪化する場合があるので、十分な睡眠が必要である。